# Ніно Браво
Луїс Мануель Феррі Льопіс (ісп. Luis Manuel Ferri Llopis; 3 серпня 1944, Аєло-де-Малферіт — 16 квітня 1973, Вільяррубіо), більш відомий під сценічним ім'ям Ніно Браво — іспанський бароковий попспівак і виконавець балад.

## Ранні роки
Народився в Аєло-де-Малферіт (Валенсія), Іспанія. Батько, Луїс Мануель, продавець, перевіз сім'ю до Валенсії в пошуках кращих можливостей, коли синові було три роки. 1958 року Луїс зустрів басиста Вісенте Лопеса, який познайомив його з іншими валенсійськими музикантами. Під час подорожі з Лопесом і Пако Рамоном виявив, що вміє співати. Лопес згадав, що був здивований, коли прокинувся від сну, почувши, як він виконує хіт Доменіко Модуньйо «Libero». Глибоко вражений Лопес передбачив, що Феррі Льопіс стане суперзіркою.
Тим часом Феррі Льопіс влаштувався ювеліром, а також працював у супермаркеті своєї мами. У 16 років став фанатом знаного чилійського співака Антоніо Прієто, чия пісня «La Novia» («Наречена») посіла першу сходинку в Іспанії. Браво та його друзі створили гурт «Los Hispánicos» і зробили кавер-запис цієї пісні.

## Спів
Браво захоплювався рок-н-ролом. Почав співати в готелі, де виконав свою улюблену англійську пісню «Only You». Звукозаписна компанія запропонувала Феррі Льопісу підписати контракт, але він відмовився, оскільки документ не включав би весь гурт «Los Hispánicos». 1964 році «Los Hispánicos» змінили назву на «Los Superson». Вони виграли місцевий радіоконкурс «Fiesta de España», після чого переїхали до Бенідорму, де стали досить популярними.
Невдовзі Феррі Льопіса призвали на військову службу. Страждаючи від депресії, він замислювався про те, щоб кинути співати. Поки Феррі Льопіс перебував в армії, його емпресаріо Лопес подружився з радіоведучим Мігелем Сіураном, якого вразив «Los Superson» і він хотів допомогти їм укласти контракт на запис. Лопес відмовився, оскільки вважав, що Феррі Льопіс має також брати участь. Після повернення Феррі Льопіса з військової служби, Лопес обговорив з ним контракт, але Сіуран засумнівався у співочих здібностях юнака, запитуючи, чи може він співати, як Том Джонс, Енгельберт Гампердінк або Джон Роулз.
Феррі Льопіс вразив Сіурана і його взяли на музичний фестиваль «Festival de Cantantes Noveles de La Vall d´Uixò», де він виконав «Canzone per te» Серхіо Ендріго. Хоча він не переміг, Сіуран переконався, що Феррі Льопісу час стати зіркою; незабаром після цього Сіуран придумав сценічне ім'я «Ніно Браво».
У ті роки виділялися композиції та якість італійського музиканта Ніно Рота. Феррі Льопісу подобалося ім'я Ніно, оскільки воно не потребувало перекладу, і саме Сіуран доповнив його нібито прізвищем «Браво», яке вказувало на його силу й ентузіазм.
Браво і Сіуран спочатку без успіху намагалися отримати контракт з RCA. Потім поїхали до Fonogram у Мадриді. Браво та Сіуран повернулися до Валенсії, де Сіуран опублікував газетну рекламу з оголошенням «Ніно Браво y Los Superson». Незабаром Fonogram зателефонували, щоб запропонувати контракт на запис альбому з гуртом. 16 березня 1969 року в Teatro Principal у Валенсії, невдовзі після виходу альбому, Браво вперше виступив перед живою авдиторією. Після концерту очманілі фанати зірвали концертні афіші Браво. Fonogram хотіли, щоб Браво виступав соло. 1970 року на посаді менеджера Сіурана змінив Хосе Мері.

## Шлюб
20 квітня 1970 року одружився з Марією Ампаро Мартінес Гіл. 1972 року народилася їхня перша дочка, Марія Ампаро Феррі Мартінес. Друга донька Єва народилася після смерті артиста.

## Слава
1970 року вперше брав участь у престижному Барселонському музичному фестивалі. Проте міжнародне визнання прийшло лише через два фестивалі. Публіка схвально сприйняла виступи Браво на фестивалях в Афінах, Греція, та Ріо-де-Жанейро. Після знайомства з міжнародною авдиторією в Європі та Латинській Америці Браво та Мері розійшлися, і Браво взяв нового менеджера. Невдовзі вийшов перший сольний альбом, а пісня «Te quiero, te quiero» композитора Аугусто Альгуеро стала міжнародним хітом, який зараз вважається класикою серед латиноамериканських музичних критиків. Перший альбом Браво, «Tu Cambiarás» («Ти змінишся»), добре продавався, особливо в Колумбії. Браво вирушив у тур Колумбією та Бразилією, де вдруге брав участь у фестивалі в Ріо-де-Жанейро. 1971 року вийшов другий альбом, який пізніше був посмертно випущений у форматі CD «Puerta de amor» («Двері кохання»).

## Третій альбом
1972 року вийшов третій альбом «Libre» («Вільний»), який мав величезний успіх і приніс широку популярність в Аргентині, Колумбії, Чилі, Мексиці, Еквадорі, Пуерто-Рико, Венесуелі, Домініканській Республіці, Перу та серед іспаномовного населення США. Пісня також викликала політичні асоціації в іспаномовному світі — вона була популярна серед прихильників режиму Піночета, тоді як інші латиноамериканські диктатори того часу заборонили альбом, зокрема Фідель Кастро. Браво також заборонили в деяких країнах.
Пісня 1973 року «Un beso y una flor» («Поцілунок і квітка») стала одним з найбільших міжнародних хітів. 14 березня 1973 року Браво виступив зі своїм останнім концертом перед фанатами з Валенсії.

## Смерть
16 квітня 1973 року Браво керував своїм BMW 2800 і потрапив в аварію близько 100 км на південний схід від Мадрида. Від отриманих травм він помер дорогою до лікарні у віці 28 років. Офіційна причина смерті не уточнювалася, говорилося, що смерть настала внаслідок гемопневмотораксу та політравми.

## Дискографія
Студійні альбоми
- Te Quiero, Te Quiero (1970)
- Nino Bravo (1971)
- Un Beso y Una Flor (1972)
- Mi Tierra (1972)
- …Y Volumen 5 (1973)